# Maike Vogt-Lüerssen
Maike Vogt-Lüerssen (Wilhelmshaven, 24 de março de 1956) é uma historiadora alemã e autora.

## Biografia
Vogt-Lüerssen estudou biologia, história e educação na Philipps-University, em Marburg e completou-os com honras. Vogt é autora de várias biografias e obras de não-ficção. Suas especialidades incluem as mulheres da Idade Média e do Renascimento. Desde 1995, vive com a família na Austrália.

## Obras
- Anna von Sachsen. Gattin von Wilhelm von Oranien

(Anna da Saxônia. Esposa de Wilhelm von Oranien)
- Der Alltag im Mittelalter

(A vida quotidiana na Idade Média)
- Die Sforza I: Bianca Maria Visconti. Die Stammmutter der Sforza

(O que eu Sforza: Bianca Maria Visconti. A matriarca da Sforza)
- Frauen in der Renaissance: 30 Einzelschicksale

(As mulheres no Renascimento: 30 histórias individuais)
- Lucrezia Borgia. Das Leben einer Papsttochter in der Renaissance

(Lucrezia Borgia. A vida da filha de um Papa na Renascença)
- Katharina von Bora. Martin Luthers Frau.

(Katharina von Bora. A mulher de Martin Lutero.)
- Margarete von Österreich. Die burgundische Habsburgerin

(Margarida da Áustria. A Habsburgo borgonhesa)
- Martin Luther. In Wort und Bild

(Martin Luther. Em palavras e imagens)
- 40 Frauenschicksale aus dem 15. und 16. Jahrhundert

(40 vidas de mulheres de 15 a e 16 século)
- Wer ist Mona Lisa? Auf der Suche nach ihrer Identität.

(Quem é a Mona Lisa? Em busca de sua identidade)
- Zeitreise 1: Besuch einer spätmittelalterlichen Stadt

(Zeitreise 1: Visitar uma cidade medieval)